# Пьянтедози, Маттео
Маттео Пьянтедози (итал. Matteo Piantedosi; род. 20 апреля 1963, Неаполь) — итальянский государственный служащий и политический деятель, министр внутренних дел Италии (с 2022).

## Биография
Родился 20 апреля 1963 года в Неаполе, получил высшее юридическое образование в Болонском университете и начал профессиональную карьеру в префектуре Болоньи, где проработал восемь лет и в конечном итоге возглавил канцелярию префектуры.
В 2007 году был назначен первым заместителем префекта Болоньи, в 2009 году возглавил Управление по связям с парламентом в Министерстве внутренних дел Италии. В 2011 году возглавил аппарат начальника Департамента кадровой политики, 3 августа 2011 года назначен префектом Лоди (в Италии префект — назначенный Министерством внутренних дел представитель центрального правительства в провинциях). В январе 2012 года назначен заместителем главы администрации министра внутренних дел, с июня 2012 года — первый заместитель главы администрации министра. 16 ноября 2012 года решением правительства Италии назначен заместителем генерального директора Управления общественной безопасности. С 15 мая 2017 года — префект Болоньи, 11 июня 2018 года возглавил администрацию министра внутренних дел. 17 августа 2020 года назначен префектом Рима.
22 октября 2022 года при формировании правительства Мелони получил портфель министра внутренних дел.